# Mudhàffar-ad-Din Zanguí ibn Mawdud
Mudhàffar-ad-Din Zanguí ibn Mawdud fou el segon atabeg salghúrida de Fars. Va succeir el seu germà Mudhàffar-ad-Din Súnqur ibn Mawdud.
Va derrotar a alguns membres de la família que s'oposaven a la successió, va adoptar el lakab de Muzaffar al-Din, i va reconèixer la sobirania seljúcida. Va rebutjar una intervenció de la branca seljúcida de Kirman i en general va passar el seu regnat lluitant.
Va morir al castell d'Oskovan, prop d'Ishtakhr, a tot tardar el 1178/1179 (algunes fonts donen entre 1174 i 1176) i el va succeir el seu fill Tekla.